# سراب كي حاتم (مقاطعة دورة)
سراب كي حاتم (بالفارسية: سراب کی حاتم) هي قرية تقع في قسم دورة الريفي (مقاطعة دورة) في إيران. يقدر عدد سكانها بـ 99 نسمة .